# Datonglong
Datonglong (il cui nome significa "drago del Datong") è un genere estinto di dinosauro hadrosauride vissuto nel Cretaceo superiore, circa 95-80 milioni di anni fa, in quella che oggi è la Cina. L'unica specie ascritta a questo genere è D. tianzhenensis.

## Descrizione
Il Datonglong era con ogni probabilità un classico dinosauro erbivoro hadrosauride. Essendo la mandibola l'unico fossile rinvenuto del genere non si conosco altri dettagli dell'animale e le sue dimensioni sono difficili da stabilire. Pertanto la specie è stata descritta sulla base delle strutture dentali dell'animale, uniche tra gli hadrosauri. Nel mezzo e nella parte posteriore della ganascia vi erano due denti funzionali in ciascuna posizione del dente. Inoltre, la cuspide principale del dente sul lato interno si trovava più posteriormente, mentre la cuspide secondaria è ben sviluppata. Non esistono ulteriori creste verticali. La parte superiore della corona del dente è piegato leggermente all'indietro.
La mandibola, seppure parziale, era lunga 34 cm e contiene almeno 27 denti, anche se si ritiene che i denti all'interno di una mezza arcata potessero arrivare fino a 29. Il processo coronoidale è verticale. I denti sono di grandi dimensioni, arrivando in lunghezza circa 5,5 centimetri. I denti si disponevano a gruppi di tre o quattro nella batteria.

## Classificazione
Il Datonglong fa parte del clade degli Hadrosauroidea, strettamente imparentato, ma non facente parte, della famiglia degli Hadrosauridae. Tuttavia, questo posizionamento non si basa su un esatte analisi cladistiche.

## Storia della scoperta
Nel 2008, una squadra di paleontologi del Shanxi Museum of Geological and Mineral Science and Technology, scoprì la mandibola di un'euornithopode, nella cava di Kangdailiang, nello Shanxi.
Nel 2015, la specie Datonglong tianzhenensis è stato nominato e descritto da Xu Shichao, You Hailu, Wang Jiawei, Wang Suozhu, Yi Jian e Jia Lei. Il nome generico, Datonglong si riferisce alla città di Datong unito alla parola cinese long ossia "drago". Il nome specifico, tianzhenensis, invece, si riferisce alle sue origini nella Contea di Tianzhen. Il nome, tuttavia, non deve essere confuso con quella del teropode carcharodontosauride Datanglong. Il Datonglong è stato uno dei diciotto taxa di dinosauro descritti nel 2015.
L'olotipo, SXMG V 00005, è costituito da una porzione di mandibola con alcuni denti conservati all'interno. Il fossile è stato trovato in uno strato della Formazione Huiquanpu. Sebbene non si sappia con precisione, l'età di datazione del fossile dovrebbe aggirarsi tra il Cenomaniano e il Campaniano, circa 95-80 milioni di anni fa.